# Rangger Köpfl
Das Rangger Köpfl ist ein flacher Berg 12 km westlich von Innsbruck Sein Name kommt vom Ort Ranggen, zu dem ein Teil des Rangger Köpfls gehört. Die auf 1939 m Höhe gelegene Kuppe vermittelt infolge ihrer weit nach Nordosten gegen das Inntal vorgeschobenen Lage eine beeindruckende Aussicht von den Lechtaler Alpen im Westen über die Mieminger Kette, das Wetterstein- und Karwendelgebirge bis zum Kaisergebirge im Osten. Im Südosten zeigen sich die Tuxer Alpen, im Süden die Stubaier Gletscher. Der Blick über das Inntal reicht von Imst bis Wörgl.
Im Sommer ist das Rangger Köpfl von Oberperfuss ausgehend ein beliebtes Wandergebiet und im Winter benutzen viele Wintersportler die Liftanlagen, welche bis zum Gipfel hinaufreichen. Zudem ist eine teilweise beleuchtete Rodelbahn vorhanden.

## Schigebiet
Im Jahr 1967 wurde das Rangger Köpfl durch Liftanlagen erschlossen. Von 1967 bis 1973 bestand zwischen Oberperfuss und Stiglreith ein 1er-Sessellift des Unternehmens Felix Wopfner. Dieser wurde im Jahr 1973 durch einen Doppelsessellift von Doppelmayr ersetzt. Wiederum im Jahr 2007 wurde der Sessellift durch die 8er-Gondelbahn Peter Anich (benannt nach dem in Oberperfuss geborenen Kartografen Peter Anich) ersetzt.
Zwischen 1972 und 2017 beförderte der Schlepplift Sulzstichlift Wintersportler von Stiglreith bis zum Sulzstich. Zur Wintersaison 2017/2018 wurde dieser Lift durch eine zweite Sektion der 8er-Gondelbahn Peter Anich II für 4,4 Mio. Euro ersetzt.
Weiters bestehen die Schlepplifte Ranggerköpfllift (vom Sulzstich auf das Rangger Köpfl; seit 1972), Egghoflift (seit 1973) und Übungslift Rangger Köpfl (seit 1998).
Im Jahr 2005 wurde die Beschneiungsanlage Rangger Köpfl inklusive des Speicherteichs Sulzstich mit einem Volumen von 42.000 m³ genehmigt.